# ファーイースト・オーガニゼーション
ファーイースト・オーガニゼーション（英語: Far East Organization、中国語: 远东机构）はシンガポールで最大の土地開発会社。1960年代にシンガポールの億万長者ウン・テンフォンによって設立された。シンガポール証券取引所上場企業のファーイースト・オーチャードとヨー・ヒャップセンを持ち、関連会社として香港最大の土地開発会社信和集団を持つ。
シンガポールの商業的中心地オーチャード・ロードを中心に500箇所以上の土地開発を手がけ、世界で唯一世界不動産連盟（FIABCI）の最高賞を8度受賞している。